# Raffaele Canevari
Raffaele Canevari (Roma, 21 marzo 1828 – Roma, 18 luglio 1900) è stato un ingegnere italiano.

## Biografia

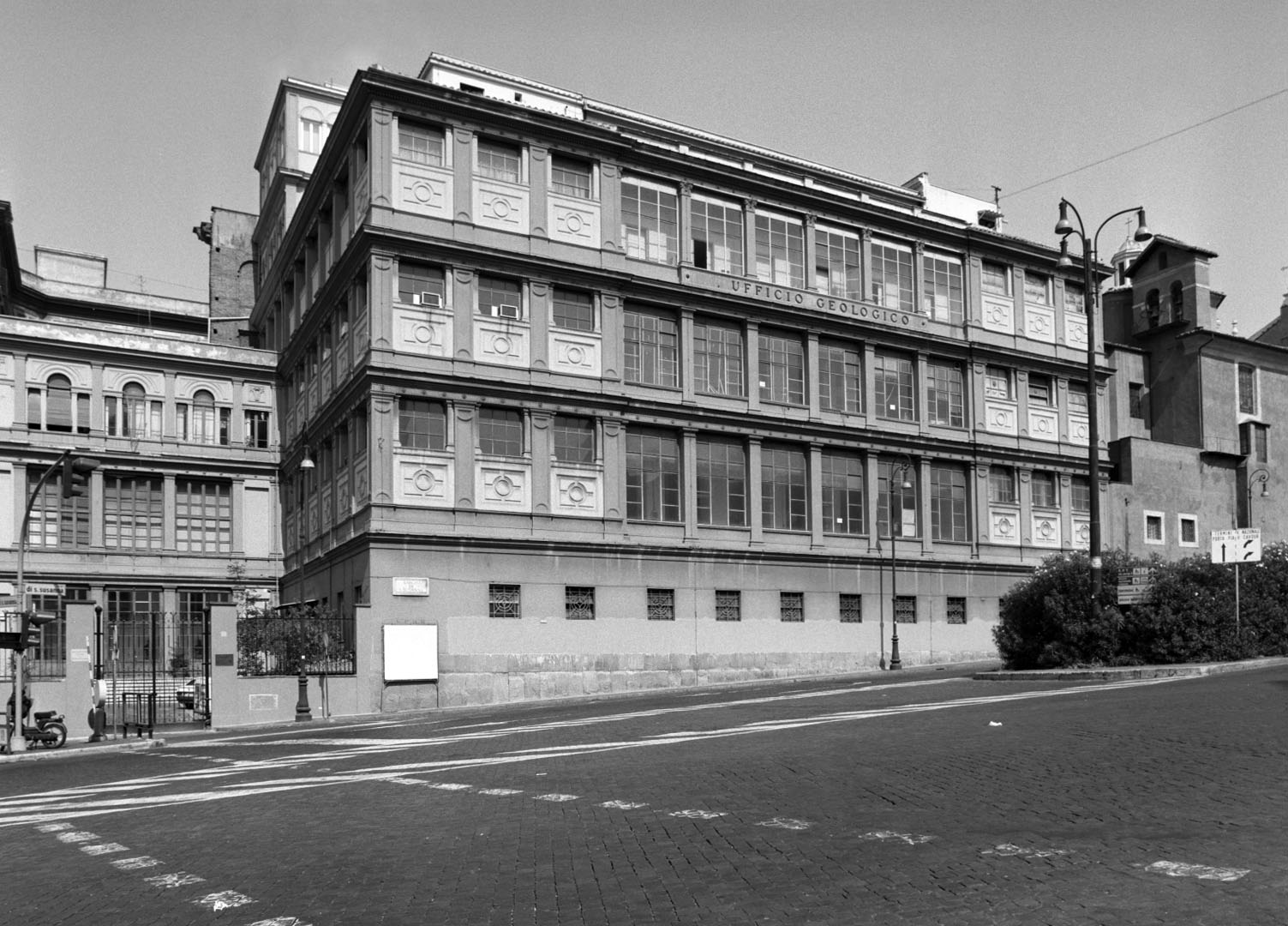
Ufficio Geologico di Roma a largo S. Susanna progettato da Canevari nel 1878

Realizzò importanti opere nel neonato Regno d'Italia, fra cui l'impianto di adduzione idrica della città di Firenze (1869) e i "muraglioni" del Tevere (1876-1901), ovvero i nuovi argini a golene, nel tratto urbano del fiume a Roma voluti dai Savoia a seguito della piena del 28 dicembre 1870.
Partecipò al dibattito urbanistico nella prima fase di espansione di Roma Capitale.
Fu progettista principale del Palazzo delle Finanze in Via XX Settembre, e del vicino Ufficio Geologico di Largo Santa Susanna a Roma.
Fuori dall'Urbe, si ricordano opere di canalizzazione nel complesso industriale del santuario di Ercole Vincitore a Tivoli e il Palazzo del governo a Benevento.
Il Canevari fu Consigliere di Amministrazione della Società delle Ferriere (1886-1895). Nel 1887 ebbe uno scambio epistolare con Vilfredo Pareto circa la necessità di aumentare il capitale della Società. Un esemplare di tale epistolario è conservato presso il Fondo Vilfredo Pareto (Banca Popolare di Sondrio).

## Opere

Alcune considerazioni sulle acque potabili per Milano, 1881

- Note alla relazione Canevari inserita negli atti della Commissione istituita con Decreto del Ministro dei lavori pubblici 1º gennaio 1871, per studiare e proporre i mezzi di rendere le piene del Tevere innocue alla città di Roma, 1871.
- Alcune considerazioni sulle acque potabili per Milano e sul progetto che propone derivarle dal Lago Maggiore, Milano, Tip. Bellini e C., 1881.